# Mord ist mein Geschäft, Liebling
Mord ist mein Geschäft, Liebling ist eine deutsche Screwball-Komödie aus dem Jahr 2009 im Stil der Filme Rock Hudsons und Doris Days. Regisseur Sebastian Niemann und sein Produzent Christian Becker verpflichteten die Altkino-Stars der Italo-Welle Bud Spencer und Franco Nero für den Warner-Bros.-Film, der mit einem Dean-Martin-Soundtrack aufwartet.

## Handlung
Der ehemalige Mafioso Enrico Puzzo versucht als Enthüllungsautor aus seinen Memoiren Geld zu schlagen. Dies ruft den Mafiapaten Salvatore Marino auf den Plan. Dieser erteilt dem Profikiller Toni Ricardelli den Auftrag, Puzzo aus dem Weg zu räumen.
Wie der Zufall es will, verliebt sich Ricardelli in Puzzos Auftraggeberin, die Verlagsangestellte Julia Steffens. Da diese ihm nicht abnimmt, dass Puzzo tot ist, nimmt Ricardelli mit Hilfe seines alten Freundes Pepe die Identität des Autors an. Da der Pate glaubt, dass Puzzo noch am Leben ist, setzt er eine ganze Horde von Killern auf ihn an. Unter ihnen ist auch Ricardellis alter Freund, der charmante Bayer Helmut Münchinger.
Parallel versucht der Verlegersohn Bob Kimbel, zugleich Verlobter von Julia, dem falschen Puzzo auf die Schliche zu kommen. Ricardelli steht vor einer schweren Entscheidung. Er kann als Autor sterben oder seine Maskerade aufgeben und Julia offenbaren, dass er Auftragskiller ist, und damit riskieren, ihre Liebe zu verlieren. Bevor er sich dazu durchringen kann, Julia seine wahre Identität zu offenbaren, lüftet sie selber sein Geheimnis, ist bestürzt und gekränkt über Ricardellis Unaufrichtigkeit. In die Arme ihres Verlobten Bob kann sie sich nach der Affäre mit Ricardelli jedoch ebenfalls nicht zurückbegeben. Daher gibt sie Bob nach einer durchzechten Nacht den Laufpass. Dieser sieht seine einzige Chance, Julia nicht zu verlieren, darin, sie zu heiraten, bevor sie wieder nüchtern wird.
Die Blitzhochzeit misslingt allerdings, da in der Kirche bereits Salvatore Marino mit seiner Gefolgschaft wartet und Julia, Bob, seinen Psychologen Dr. Gruber sowie seine Sekretärin Lisa als Geisel nimmt, um das Manuskript des neuesten Romans Puzzos in seinen Besitz zu bringen und dadurch seine Veröffentlichung zu verhindern.
Ricardelli gelingt es, die Gefangenen zu befreien. Nach dem Showdown, in dessen Verlauf sich sowohl Lisa und Bob als auch Ricardelli und Julia ihre Liebe gestehen, treten die beiden Liebespaare gemeinsam vor den Traualtar, um sich das Ja-Wort zu geben.

## Synchronisation
Für die deutsche Fassung mussten nur Bud Spencer und Franco Nero synchronisiert werden. In den Studios der PPA Film GmbH Pierre Peters-Arnolds in München sprachen für Bud Spencer sein langjähriger Sprecher Wolfgang Hess und für Franco Nero Reinhard Brock. Die deutschen Schauspieler sind mit ihren eigenen Stimmen zu hören. Die Dialoge für die Synchronsprecher schrieb Pierre Peters-Arnold, der im Studio auch Regie führte.

## Kritiken
Christina Krisch schrieb am 26. Februar 2009 in der Kronen Zeitung, dass der Film an mangelndem Wortwitz leide. Der Regisseur versuche sich an einer Persiflage im Genre der Krimis und Agentenfilme der 1960er Jahre und diese mit Urgesteinen wie Bud Spencer und Franco Nero aufpeppen sowie Nora Tschirner als schusseliges Erotik-Bömbchen inszenieren. Allerdings mache ein Fettnäpfchen-Parcours noch keine Komödie aus.
In den OÖN stand am 28. Februar 2009, der Film sei eine rasante Komödie, deren schwarzer Humor im Detail stecke und bei der, eingebettet zwischen Liebesschwüren im Kugelhagel, jeder der Protagonisten sein Glück und zu seinem wahren Selbst finde.